# Donwari
Donwari är ett arrondissement i kommunen Gogounou i Benin. Den hade 12 773 invånare år 2002.